# Benimeli
Benimeli es un municipio y localidad española de la Comunidad Valenciana. Situado en el noreste de la provincia de Alicante, en el interior de la comarca de la Marina Alta, cuenta con una población de 453 habitantes (INE 2024). 

## Geografía
El municipio de Benimeli se encuentra sito al norte de la provincia de Alicante, en la comarca de la Marina Alta, y subcomarca denominada "La Rectoría". Se sitúa en la sierra de Segaria y es el más alto de ésta; los paseos por ella constituyen el principal atractivo excursionista. El clima es suave en invierno y no excesivamente caluroso en verano.
Se encuentra a una distancia de Alicante 96 km y 94 km de Valencia y 14 km de Denia. Se accede a esta localidad por la carretera N-332. Autopista A-7, salida Ondara.
Su término municipal limita con los de Sanet y Negrals, Ráfol de Almunia, Tormos, Beniarbeig, Benidoleig, Vergel, Ondara y Denia.

## Historia
Benimeli fue fundado por los árabes, quienes le dieron el nombre de بني مالك (banī Mālik, "hijos de Malik") y es, como el de otras poblaciones de la zona, un nombre de clan o tribu. La palabra mālik puede entenderse también como un nombre común que significa "rey".
Las tropas del rey Jaime I conquistaron este lugar de origen musulmán. Encontramos documentación auténtica y fehaciente de la evolución del pueblo. La primera noticia cierta que de él tenemos consiste en dos asientos del Llibre del Repartiment, según los cuales se hace donación el 19 de mayo de 1242 a P. Martínez de Sarvisa de una casa y ocho jovadas de tierra "in alcheria que dictur Vinamelim, que est in termino de Segarria". En aquellos tiempos belicosos los términos dependían del castillo a cuyo cargo estaba la defensa del territorio. Tal vez, como tantos otros que recibieron casas y tierras en los primeros años de la conquista, ni llegara a establecerse en el lugar; posiblemente arrendara tales bienes a los mudéjares que allí continuaban viviendo, los vendiera a otros cristianos, o puede que simplemente abandonara dichas propiedades.
En 1251, Carroz, señor del Rebollet y a quien el monarca había concedido autoridad para repartir bienes de la Corona, hace donación de unas tierras en Benimeli a Elvira Berenguer.
Otros dos propietarios en dicho lugar en estos primeros tiempos fueron Bernat Martí y Berenguer de Cambrils, quienes en 1259 y 1261, respectivamente venden a un tal Arnau Calvet tierras y casas en dicho lugar. En 1305 las propiedades se amplían con la compra a Gerard Oliver de casa y tierras en dicha alquería, pero no puede considerarse a Arnau Calvet como señor o propietario del lugar, ya que en 1306 le encontramos vendiendo, junto a su mujer, el lugar de Benimelich, término de Denia a Bernat de Clapers, pero en el contrato intervienen también como propietarios dos hermanos apellidados García y una hermana de éstos, Bienvenida, que al año siguiente aún cede ciertos derechos que tenía sobre la citada alquería, a la que Sanchis Sivera llama en este momento Abenimeli.
Ese año 1306 fue para Benimeli de cambio constante de propietarios, pues Clapers apenas tardó tres meses en vendérselo a Enric de Quintavall, operación que Jaime II confirma a continuación. Más aún, no había acabado el año, cuando Quintavall le vende a Pere de Roda, panadero de la reina y éste, a su vez y al día siguiente la cede al rey quien, cosa curiosa, vende al tal Enric de Quintavall las casas y tierras de la alquería de Benimelich, término de Denia, y cuyos límites debían ser: la montaña, la rambla de Riusech, la alquería de Açenech, el Ráfol y el río de Arobulata. Para quienes conocen la zona es fácil identificar el Riusech con el Girona, el Arobulta con la Bolata y la alquería de Açenech con el pueblo de Sanet. Tales juegos de manos o cambios de propietarios no tenían más fin que legalizar con una procedencia real la legalidad de la adquisición de Quintavall, a quien, sin embargo, seguimos sin poder aceptar como señor de Benimeli hasta 1325.
En el siglo XVII, fue su dueño Pere Franqueza, de quien pasó al fisco. Últimamente fue su señor el conde de Cirat. En 1609 contaba con más de 200 habitantes moriscos que fueron expulsados y el lugar quedó despoblado. Fue repoblado con familias mallorquinas de apellidos Lull o Llull, Mut, Catalá, Doménech, Ginestar y Benimeli, según Carta Puebla de fecha 19 de febrero de 1612 otorgada por Vicente Cutanda Beltrán.
En el siglo XVIII, dos fueron los personajes más influyentes de Benimeli: el primero fue Severiano Villafranqueza, conde de Villalonga, señor del lugar, que fundó en 1755 una capellanía bajo la advocación de San Andrés Apóstol y San José. Se obligaba al conde al pago de cien libras para el mantenimiento del capellán, cada año, más diez libras para alimentar la lámpara del Santísimo Sacramento (Lámpara que se encendió por primera vez el día 9 de noviembre de 1761, día que se celebra la fiesta del Reservado). Entre otras recomendaciones, al cura le decía que se dedicara a la enseñanza de las primeras letras, cosa verdaderamente extraordinaria en aquellos tiempos. El segundo personaje fue Dámaso Doménech Ferrer, que poseyó la capellanía desde el 22 de diciembre de 1767 hasta el 27 de abril de 1812, fecha de su muerte. Es de especial mención la ejemplaridad de conducta de este sacerdote, en su vida apostólica y en la realización de las obras de la nueva iglesia. En su tiempo se trasladaron todas las imágenes y todos los servicios de la vieja iglesia a la nueva. La última de sus realizaciones fue el nuevo cementerio, edificado en tierra de Domenechs, que no pudo ver terminado porque murió en abril y el cementerio se bendijo en septiembre. Está enterrado en el altar mayor de la iglesia, y tiene dedicada una plaza de la localidad.

## Política

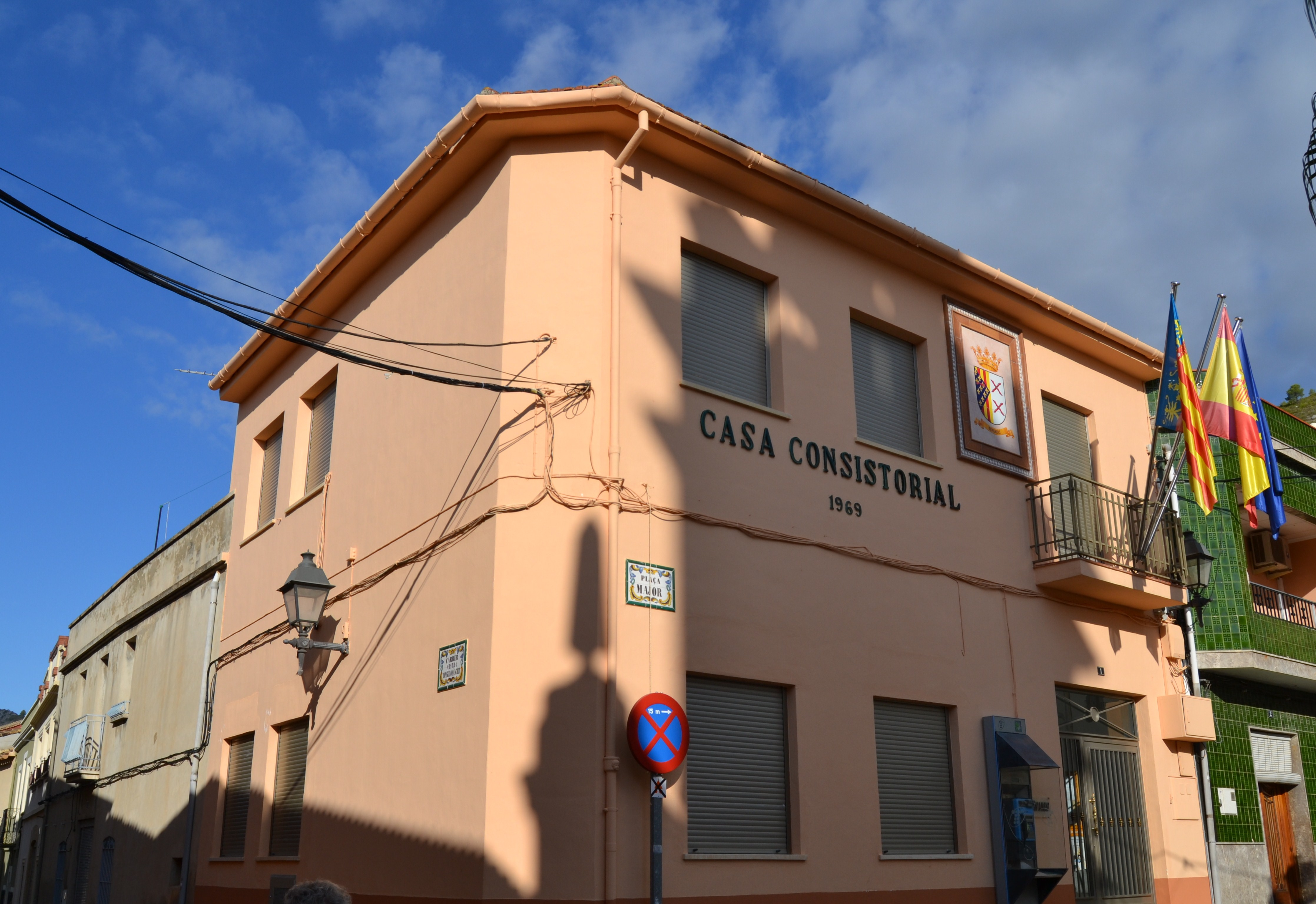
Casa consistorial

| Mandatos  | Alcalde                | Partido político |
| --------- | ---------------------- | ---------------- |
| 1979-1983 | Gabriel Lull Lull      | UCD              |
| 1983-1987 | Miguel Ginestar Solís  | AP               |
| 1987-1991 | Miguel Ginestar Solís  | AP               |
| 1991-1995 | Miguel Ginestar Solís  | PP               |
| 1995-1999 | Josefa Ginestar Gavilá | PP               |
| 1999-2003 | Josefa Ginestar Gavilá | PP               |
| 2003-2007 | Josefa Ginestar Gavilá | PP               |
| 2007-2011 | Rosa Ana Perelló Lull  | PP               |
| 2011-2015 | Rosa Ana Perelló Lull  | PP               |
| 2015-2019 | José Lull LLopis       | UpB              |
| 2019-2023 | José Lull Llopis       | UpB              |
| 2023-     | José Lull Llopis       | UpB              |

## Geografía humana

### Demografía
Cuenta con una población de 453 habitantes (INE 2024).
| Gráfica de evolución demográfica de Benimeli entre 1842 y 2021                                                        |
| |
| Población de derecho según los censos de población del INE. Población de hecho según los censos de población del INE. |

| Evolución demográfica de Benimeli | Evolución demográfica de Benimeli | Evolución demográfica de Benimeli | Evolución demográfica de Benimeli | Evolución demográfica de Benimeli | Evolución demográfica de Benimeli | Evolución demográfica de Benimeli | Evolución demográfica de Benimeli | Evolución demográfica de Benimeli | Evolución demográfica de Benimeli | Evolución demográfica de Benimeli | Evolución demográfica de Benimeli | Evolución demográfica de Benimeli | Evolución demográfica de Benimeli | Evolución demográfica de Benimeli | Evolución demográfica de Benimeli | Evolución demográfica de Benimeli | Evolución demográfica de Benimeli | Evolución demográfica de Benimeli | Evolución demográfica de Benimeli | Evolución demográfica de Benimeli | Evolución demográfica de Benimeli | Evolución demográfica de Benimeli | Evolución demográfica de Benimeli |
| 1900                              | 1910                              | 1920                              | 1930                              | 1940                              | 1950                              | 1960                              | 1970                              | 1981                              | 1991                              | 2000                              | 2005                              | 2006                              | 2007                              | 2012                              | 2013                              | 2014                              | 2015                              | 2016                              | 2017                              | 2018                              | 2019                              | 2020                              | 2021                              |
| --------------------------------- | --------------------------------- | --------------------------------- | --------------------------------- | --------------------------------- | --------------------------------- | --------------------------------- | --------------------------------- | --------------------------------- | --------------------------------- | --------------------------------- | --------------------------------- | --------------------------------- | --------------------------------- | --------------------------------- | --------------------------------- | --------------------------------- | --------------------------------- | --------------------------------- | --------------------------------- | --------------------------------- | --------------------------------- | --------------------------------- | --------------------------------- |
| 454                               | 444                               | 431                               | 445                               | 397                               | 371                               | 411                               | 355                               | 384                               | 322                               | 326                               | 363                               | 389                               | 429                               | 424                               | 435                               | 419                               | 416                               | 384                               | 391                               | 410                               | 418                               | 429                               | 415                               |

### Economía
La economía local está basada en la agricultura, especialmente los naranjos, siguiéndole el almendro y el algarrobo. En menor cantidad y para uso familiar se cultivan hortalizas como pueden ser el tomante, pimiento, berenjenas, habas, etc.

## Monumentos y lugares de interés

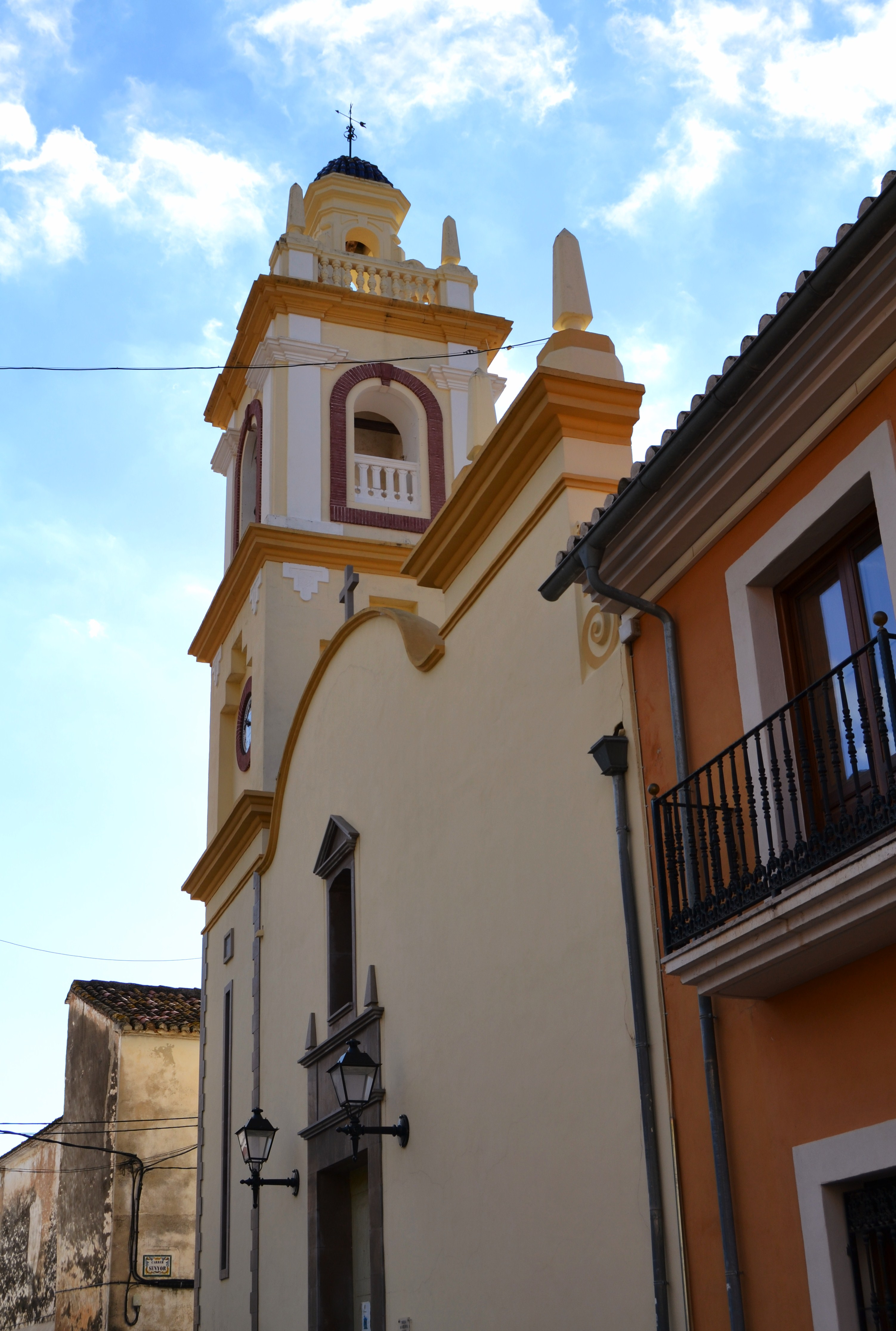
Iglesia de San Andrés Apóstol de Benimeli

- Iglesia parroquial de San Andrés Apóstol. Data del siglo XVIII. De planta de cruz griega, podemos contemplar el retablo del Altar Mayor dorado en oro fino, y presidiendo este, la imagen del titular de la parroquia. Uno de los altares laterales está dedicado al Stmo. Ecce-Homo, patrón del pueblo de Benimeli. La capilla fue reconstruida en 1920 y cubierta con una cúpula. El edificio ha sido restaurado recientemente.
- Mirador de Segaria. Se encuentra en la parte central del antiguo castillo musulmán. Las dos únicas construcciones defensivas se encuentran en los dos posibles accesos, uno es una garita, y la otra es un fortín de piedra y material de cal. En el centro, existe además una gran cisterna de argamasa, cuya función era la de reserva de agua para necesidades humanas, cuando la población del valle tenía que acogerse a este refugio.
- Calvario. Situado en la parte alta del pueblo, fue construido por personas voluntarias de Benimeli, en sustitución al antiguo, que estaba en ruinas y no tenía el mismo itinerario que el actual. Cada madrugada de Viernes Santo la gente del pueblo sube a rezar el Viacrucis.
- Casa del senyor Situada en la calle del mismo nombre, conserva restos del antiguo palacete árabe y de lo que fue la casa del señor de Benimeli. Aún se puede apreciar la antigua torre.
- Cova de la senyora Esta cueva se encuentra en la sierra de Segaria bajo el Tossal Devessa. El nombre se debe a que en el año 1834, fue a refugiarse en Benimeli procedente de Zaragoza Dionisia Torres García de Navasqües, a causa de la segunda epidemia colérica. Esta se refugió en dicha cueva y era atendida por una familia del pueblo. Allí murió dicha señora el 6 de noviembre de 1834.
- Fuente de Català Situada en la sierra de Segaria, la fuente de Català data del siglo X aproximadamente. Consta de una pica de piedra picada i una teja por donde sale el agua, que es muy dura y fresca.
- Fuente del Campillo Situada en la parte media de la sierra de Segaria, el agua que brota es una mezcla del agua de la "Font de Català" que se filtra por las rocas, y de "aigua molls" que son frecuentes en la sierra. Data del siglo X, y antiguamente era utilizada como abrevadero de ganados, pues justo por allí pasa un antiguo azagador. Nace de un margen de piedras y tiene una pica estrecha y alargada para poder beber los animales.

## Fiestas
- Fiestas patronales del Ecce-Homo. Son las fiestas más importantes que tiene el pueblo, y se celebran la tercera semana completa del mes de agosto en honor al patrón de la localidad, el Ecce-Homo y a la Purísima, con procesiones, pasacalles, cenas populares, verbenas y fuegos artificiales.
- Fiesta del Sagrado corazón de Jesús. Se celebran durante un fin de semana a mediados de junio, con cenas populares verbenas, misa, procesión, pasacalles.
- Fiesta de San Andrés Apóstol. Se celebra el último domingo de noviembre en honor al titular de la parroquia con una gran comida a la que acude todo el pueblo y numerosos visitantes.

- Rosario de la Aurora. Se celebra el primer domingo de octubre. Al amanecer sale la imagen de la iglesia en procesión, acto seguido se celebra la misa, y se sirve un almuerzo en la plaza para todo el pueblo.
- Semana cultural. Se celebra a finales de abril, con teatros, conferencias, competiciones deportivas, conciertos, y exposiciones.